# Супермен и люди-кроты
«Супермен и люди-кроты» (англ. Superman and the Mole Men) — американский независимый чёрно-белый супергеройский фильм 1951 года, выпущенный компанией Lippert Pictures. Над фильмом работали режиссёр фильма Ли Шолем, продюсер Барни А. Сарецки, сценарист Роберт Максвелл. Главные роли исполнили Джордж Ривз (Супермен) и Филлис Коутс (Лоис Лейн). Это первый полнометражный фильм об этом персонаже DC Comics.
По сюжету фильма репортёры Кларк Кент и Лоис Лейн приезжают в маленький городок Силсби, чтобы стать свидетелями бурения самой глубокой в мире нефтяной скважины. Однако буровая установка проникла в подземный мир, где живёт раса маленьких лысых гуманоидов, которые из любопытства ночью поднимаются на поверхность. Они светятся в темноте и излучают радиацию, что пугает местных жителей, которые объединяются в толпу, намереваясь убить странных гостей. Супермен решает вмешаться в ситуацию и предотвратить конфликт.

## Сюжет
Кларк Кент и Лоис Лейн прибывают в небольшой городок Силсби, чтобы написать репортаж о самой глубокой нефтяной скважине в мире. Этой ночью два маленьких, мохнатых, лысоголовых гуманоида поднимаются из шахты на поверхность и до смерти пугают пожилого ночного сторожа. Лоис и Кларк приезжают на нефтяную скважину и находят мёртвого сторожа. Кларк и бригадир исследуют окрестности пытаясь разобраться, что же произошло этой ночью, в этот момент Лоис замечает одно из существ и кричит. Никто не верит ей, когда она рассказывает им о том, что видела.
На место вызывают врача, который после осмотра мёртвого сторожа уходит вместе с Лоис. Кларк остаётся, чтобы поговорить с бригадиром, который признаётся, что скважина была закрыта из-за опасений, что вместо нефти они обнаружили радий. Бригадир показывает Кларку образцы руды, собранные на разных этапах бурения; все они ярко светятся.
Тем временем два человека-крота добираются до города и начинают его осматривать. Жители пугаются их необычного вида и того, что всё, к чему они прикасаются, начинает светиться. Вскоре в городе собирается разъярённая толпа во главе с жестоким Люком Бенсоном, они хотят убить «монстров». Толпа находит существ и начинает в них стрелять, одного им удаётся ранить, но Супермен вовремя успевает его спасти и усмирить толпу. Он приносит раненое существо в больницу. Второе существо убегает к шахте и спускается в неё.
Кларк Кент разговаривает с врачом и тот объясняет, что раненое существо умрёт, если ему не сделают операцию по извлечению пули. Когда медсестра отказывается ассистировать во время операции из-за страха, Кларк добровольно соглашается помочь. После толпа Бенсона прибывает в больницу и требует передать им это существо. Супермен обороняет вход в больницу и не пускает людей внутрь. Лоис встаёт рядом с ним, но из толпы раздаётся выстрел и Супермен успевает прикрыть Лоис. После этого Супермен уводит Лоис в здание больницы, а сам разоружает толпу на улице.
Из буровой шахты выходят ещё три человека-крота, на этот раз со странным оружием. Они идут в больницу. Бенсон видит существ и начинает их преследовать. Гуманоиды замечают слежку и стреляют в него лазером из своего оружия. Супермен встаёт перед лучом лазера, спасая жизнь Бенсона, после чего говорит ему: «Это больше, чем ты заслуживаешь!». Супермен забирает раненое существо из больницы и несёт его к шахте, куда приходят и другие её обитатели. Вскоре после этого люди-кроты, находясь глубоко под землёй, разрушают буровую шахту, чтобы никто и никогда больше не смог подняться или спуститься в неё. Лоис замечает: «Это почти как если бы они сказали: „Вы живите своей жизнью, а мы будем жить своей“».

## Команда
| - Джордж Ривз — Кларк Кент/Супермен - Филлис Коутс — Лоис Лейн - Джефф Кори — Люк Бенсон - Уолтер Рид — Билл Корриган - Джозеф Фаррелл Макдональд — Поп Шеннон - Стэнли Эндрюс — шериф - Рэй Уолкер — Джон Крейг - Хэл К. Доусон — Чак Вебер - Фил Уоррен — заместитель Джим - Фрэнк Рейхер — заведующий больницей - Беверли Уошберн — ребёнок - Джон Баэр — доктор Рид (в титрах не указан) - Джон Т. Бамбери — человек-крот (в титрах не указан) - Стефен Карр — Эдди (в титрах не указан) - Билли Кертис — человек-крот (в титрах не указан) - Расселл Кастер — горожанин (в титрах не указан) - Марджиа Дин — миссис Бенсон (в титрах не указана) - Байрон Фолджер — Джефф Рейган (в титрах не указан) - Гарри Харви — доктор Сондерс (в титрах не указан) - Джек Ломас — горожанин (в титрах не указан) - Эдриэнн Мэрден — медсестра Ронсон (в титрах не указана) - Джерри Марен — человек-крот (в титрах не указан) - Ирен Мартин — Эстер Помфри (в титрах не указана) - Фрэнк МакКлюр — горожанин (в титрах не указан) - Уильям Х. О’Брайэн — горожанин (в титрах не указан) - Джон Филлипс — Мэтт (в титрах не указан) - Джонни Ровентини — человек-крот (в титрах не указан) - Сценарий — Роберт Максвелл и Уитни Эллсуорт (под псевдонимом Ричард Филдинг) - Продюсер — Барни А. Сарецки - Режиссёр — Ли Шолем - Композитор — Даррелл Калкер - Оператор — Кларк Рэмси - Художники-постановщик — Эрнст Фегте - Визажист — Гарри Томас - Монтаж — Альбрехт Джозеф |

## Производство

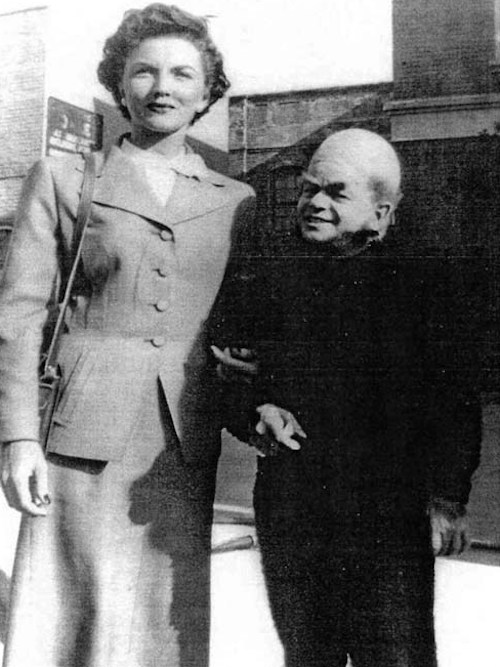
Филлис Коутс на съёмках фильма «Супермен и люди-кроты»

«Супермен и люди-кроты» — первый полнометражный художественный фильм о персонажах комиксов DC. Ранее в кинотеатрах еженедельно демонстрировались два киносериала компании Columbia Pictures Inc., основанных на комиксах о Супермене, с участием Кирка Элина в роли Супермена и Ноэль Нилл в роли Лоис Лейн. Два киносериала, основанных на комиксах о Бэтмене той же компании DC, — первый с Льюисом Уилсоном в роли Бэтмена и Дугласом Крофтом в роли Робина/Дика Грейсона и второй с Робертом Лоури в роли Бэтмена и Джонни Дунканом в роли Робина/Дика Грейсона — также были сняты компанией Columbia, они шли в кино в 1943 и 1949 годах. «Супермен и люди-кроты» стал первым фильмом, роль Супермена в котором исполнил Джордж Ривз.
Оригинальный сценарий к сериалу был написан двумя авторами, Робертом Максвеллом и Уитни Эллсуортом под общим псевдонимом Ричард Филдинг. Режиссёр Ли Шолем вспоминал, что его в качестве режиссёра картины пригласил Максвелл. Компания National Comics, которая владела правами на Супермена, захотела снять полнометражный фильм.
Съёмки «Супермен и люди-кроты» начались 10 июля 1951 года и, по словам Шолема, заняли примерно четыре недели. Съёмки проходили в Калвер-Сити на студии RKO. В тех же декорациях снимали фильм о Тарзане, и, по словам режиссёра, «было чертовски трудно удержать эти [нефтяные] вышки от попадания в кадр». Бюджет фильма составил 275000 тысяч долларов. Фильм длится всего 58 минут и первоначально служил пробным шаром перед созданием телесериала «Приключения Супермена», для которого он стал единственным двухсерийным эпизодом под названием «Неизвестные люди» (англ. The Unknown People). Некоторые элементы оригинального фильма были обрезаны при адаптации для телевидения, включая некоторые сцены длинной погони и все упоминания о «людях-кротах».
Музыкальная тема, использованная для фильма, имела общее «научно-фантастическое звучание», ничто не наводило на мысль о конкретной теме Супермена. Оригинальный саундтрек к фильму, написанный Дарреллом Калкером, был удалён, когда «Супермен и люди-кроты» был перемонтирован в двухсерийный эпизод телесериала, звучание было заменено на стандартные звуки из общей библиотеки использованной для всего сезона сериала.
Лазерное оружие людей-кротов, которое они извлекают из своего подземного дома, чтобы защитить себя и спасти раненого товарища, было сделано путём добавления металлических плечевых скоб к одному концу корпуса пылесоса Electrolux и обычной стандартной воронки на другой конец корпуса. Воронка служила оружию стволом, из которого испускались лазерные лучи.

## Критика
Дэйв Синделар пишет, что «Джордж Ривз и его игра обладали определённым непритязательным обаянием». Сочувственное отношение к чужакам в фильме и необоснованный страх жителей города автор Гэри Гроссман сравнил с панической реакцией общественности на мирного пришельца Клаату в научно-фантастическом фильме «День, когда Земля остановилась», который вышел на экраны в том же году. В ретроспективе оба этих фильма рассматриваются как показывающие реакцию людей на «красную угрозу» послевоенной эпохи. Пол Буле в своей работе «Капитализм, природа, социализм» (англ. Capitalism, Nature, Socialism) приводит данную картину в качестве примера фильма, пропагандирующего мир во всём мире. Буле пишет, что на него большое впечатление произвели слова Лоис Лейн «о значении мирного сосуществования» всех существ на земле и фраза «нацистские штурмовики», сказанная Суперменом о людях с поверхности, которые хотели убить обитателей подземного мира.

## Релиз
«Супермен и люди-кроты» впервые был выпущен на видеокассетах и лазерных дисках компанией Warner Home Video 22 июля 1988 года, что совпало с празднованием 50-летия Супермена. И двухсерийный телевизионный эпизод, и полная версия фильма вошли в DVD издание 2005 года первого сезона «Приключений Супермена». В 2006 году фильм был выпущен в качестве одного из бонусных материалов на 4-дисковом DVD издании фильма «Супермен» (1978). На Blu-ray «Супермен и люди-кроты» был выпущен в 2011 году. В 2017 году компания Cheezy Movies выпустила его отдельно на DVD.

### Книги
- Grossman, Gary. Superman: Serial to Cereal. — New York: Popular Library[англ.], 1976. — 191 p. — ISBN 978-0615276915. — ISBN 0615276911.
- Harmon, Jim; Glut, Donald F. The Great Movie Serials: Their Sound and Fury. — New York: Doubleday, 1972. — 384 p. — ISBN 978-0-7130-0097-9.
- Scivally, Bruce. Superman on Film, Television, Radio and Broadway. — Jefferson: McFarland, 2008. — 240 p. — ISBN 9780786431663.
- Schelly, Bill. American Comic Book Chronicles: The 1950s / edited by Keith Dallas. — Raleigh: TwoMorrows Publishing, 2013. — 240 p. — ISBN 9781605490540.
- Weaver, Tom; Brunas, John; Brunas, Michael. Interviews with B Science Fiction and Horror Movie Makers. — Jefferson: McFarland, Incorporated, Publishers, 2006. — 413 p. — ISBN 9780786428588. — ISBN 0786428589.

### Журнальная статья
- Farino, Ernest. Faster Than a Speeding Bullet! (англ.) // RetroFan : magazine  / Eury, Michael. — Raleigh: TwoMorrows Publishing[англ.], 2020. — November (no. 11). — P. 27—32.